# Bogumiła Kwiatkowska-Kowal
Bogumiła Klementyna Kwiatkowska-Kowal – polska pedagog, dr hab. nauk humanistycznych, profesor Wyższej Szkoły Pedagogicznej Związku Nauczycielstwa Polskiego w Warszawie.

## Życiorys
Obroniła pracę doktorską, 23 czerwca 1997 habilitowała się na podstawie pracy zatytułowanej Kształcenie nauczycieli w szkole wyższej. (Nowe konteksty, stan przeobrażeń). Została zatrudniona na stanowisku profesora w Wyższej Szkole Pedagogicznej Związku Nauczycielstwa Polskiego w Warszawie.
Była rektorem i prorektorem Wyższej Szkoły Pedagogicznej Związku Nauczycielstwa Polskiego w Warszawie.